# Cyclosa simplicicauda
Cyclosa simplicicauda là một loài nhện trong họ Araneidae.
Loài này thuộc chi Cyclosa. Cyclosa simplicicauda được Eugène Simon miêu tả năm 1900.